# Thin Lizzy
Thin Lizzy er et hard rock-band, som blev dannet i Dublin, Irland, i 1969.
Bandet var oprindeligt ledet af nu afdøde Phil Lynott, som spillede bas i bandet.
Blandt bandets kendte numre er "Jailbreak", "The boys are back in town" og "Whiskey in the Jar".
Bandet var et af de første til at benytte to guitarister the twin guitar clash, som også Judas Priest og Iron Maiden og Metallica senere har benyttet sig af.
Lynott er en af de få sorte, som på det tidspunkt opnåede succes i hard rock-genren. Thin Lizzy var et multietnisk band, som også både benyttede sig af musikere fra både det protestantiske og katolske miljø i Irland.

## Historie

### De tidlige år (1969 – 1973)
Thin Lizzy blev dannet sent i 1969 i Dublin, Irland, af sanger/bassist Phill Lynott og guitaristen Eric Bell, Eric Wrixton og trommeslager Brian Downey. Wrixton forlod hurtig bandet, mens de tre andre slog rødder i London i 1971.
En pladekontrakt med Decca kom i hus i 1971, og efter to noget famlende plader ("Thin Lizzy" (1971) og  "Shades of a Blue Orphanage" (1972)) udgav Thin Lizzy i 1973 rockalbummet "Vagabonds of the western world", hvor Lynott for alvor trådte frem som bandets leder og primære sangskriver. På denne tid udgav Thin Lizzy singlen med den irske folkesang "Whiskey in the Jar", som blev bandets første hit. "Whiskey in the jar" var egentlig blevet lavet lidt i spøg og skulle have været b-siden til nummeret "Black boys on the corner", hvor Lynott ironiserede overfor samfundets fordomme mod den sorte mand, dvs. ham selv. Pladeselskabet fandt dog titlen noget for kontroversiel og uden bandets vidende byttede det om på singlens a- og b-side,- til Thin Lizzys eget held kan man måske sige. Lizzy havde dog et noget ambivalent forhold til "Whiskey in the jar", for selvom det blev et hit og på sin vis repræsenterede Lynotts besættelse af irske myter og legender, var det ren folk. Thin Lizzy ville være hard rock. 

### Det klassiske Thin Lizzy (1974-1979)
Bandet havde svært ved at fastholde successen efter "Whiskey in a jar", og efter en elendig koncert, hvor en fordrukken Eric Bell vaklede ned af scenen og lod Lynott og Downey stå tilbage, blev man enige om, at Bell skulle forlade gruppen.[kilde mangler]
Som erstatning hentede Lynott tidligere Skid Row-medlem Gary Moore ind på guitar.
Senere erstattede amerikaneren Scott Gorham og skotten Brian Robertson Gary Moore, og de fire betegnes ofte som den klassiske line-up, om end det tog to lidt svage og stille pladers tid ("Nightlife" (1974) og "Fighting" (1975)), før Gorham/Robertson havde perfektioneret deres tostemmige leadguitarlyd, der skulle blive et trademark for Thin Lizzy. Det er frem for alt denne klassiske line-up, som udgav de rockhistorisk mest anerkendte Thin Lizzy plader, dvs. det store gennembrud "Jailbreak" med hittet "Boys are back in town" (1976), "Johnny the Fox" med hittet "Don't believe a word" (1977), "Bad Reputation" med hittet "Dancing in the moonlight" (1977) samt den fantastiske  "Live and Dangerous (1978), som hører til én af de bedste hardrock liveplader nogensinde (som medlemmerne af bandet senere har udtalt, var de simpelthen bedre live end i studiet). Gnidningerne mellem de temperamentsfulde Lynott og Robertson (Robbo) var dog blevet for store, og Robbo måtte forlade bandet. Den del af magien, der kom af de hinanden komplimenterende Gorham/Robertson, var dermed forsvundet. Til gengæld trådte Lynotts gamle musikkompagnon, mesterguitaristen Gary Moore ind igen og bidrog til den ligeledes anerkendte "Black Rose" med hittet "Sarah" (1979). På samme tid udgav Moore det smukke singlehit "Parisienne Walkways", som reelt var en Lizzy-sang med Lynott på vokal og bas samt Downey på trommer.

### De senere år (1980-1984)
Lynott og Moore kunne imidlertid heller ikke enes, og elektronikapioneren Midge Ure hjalp Thin Lizzy med dets koncertforpligtelser. Det blev dog Pink Floyds hjælpeguitarist Snowy White, der ifølge Lynott hidtil bare havde været "another brick in the wall", som fik en fast plads bandet. Snowy var dog en kæmpe skuffelse, da han simpelthen ikke passede ind i, og han kom dermed til at markere Thin lizzys kunstneriske nedtur. Bandet fik ganske vist et hit med den kontroversielle "Killer on the loose" på pladen "Chinatown" (1980), men det var nærmest også denne plades eneste lyspunkt. Lynotts sankskriverevner var begyndt at blive hæmmet af et heroinmisbrug, mens han også brugte energi på sine soloplader. Med efterfølgeren til "Chinatown", "Renegade" (1981) forbedredes situationen dog en kende, og selvom denne plade ikke havde noget hit, var sangene i gennemsnit noget bedre. Det blev dog en ny guitarist, det unge håb Johnny Sykes, der skulle give Lynott og Thin Lizzy det spark bagi, de havde brug for, selvom han måske var en smule for heavy for et band som Thin Lizzy. Med Sykes udgav Thin lizzy kun "Thunder and Lightning" (1983), som egentlig også kun blev skrevet, fordi bandet var løbet ind i økonomiske problemer. Men "Thunder and Lightning" og den efterfølgende afskedstur blev paradoksalt nok noget af en revival for Thin Lizzy. Bandet opløstes i 1984.
Det, der udover twinguitarlyden gjorde Thin Lizzy til noget særligt, var Lynotts sange, der fandt inspiration i britisk og amerikansk rock, heavy metal, keltisk folk, pop og sågar jazz. På tekstsiden var han inspireret af irske myter og legender, rock n roll-myten, livet på gaden, raceproblematik samt sex og kærlighed. Thin Lizzy ragede således op over de fleste af tidens hardrockbands, men hører aligevel ikke til de helt store som Led Zeppelin og Deep Purple. Thin Lizzy slog nemlig ikke igennem i USA, hvilket skyldtes bandets pladers meget svingende kvalitet, og nok også at Phill Lynott var sort. USA var simpelthen ikke klar til et hardrockband med en sort frontmand. Til gengæld skulle Thin Lizzy blive stor inspiration for et utal af senere bands, som f.eks. Metallica, Bon Jovi, Guns N Roses og Smashing Pumpkins.

### Phill Lynott: Nedtur, finale og punktum (1984 – 1986)
Da Thin Lizzy som planlagt blev opløst efter en succesfuld afskedstur i 1984, skulle Phill Lynott glide ned i det største hul i sit liv. Han havde måske ikke erkendt, hvor stor en del af sit liv og identitet var bundet i Thin Lizzy, og heroinmisbruget nåede et højdepunkt. Han dannede et nyt band, Grand Slam, som på trods af gode sange ikke kunne få en pladekontrakt. Om dette skyldtes heroinmisbruget eller branchens hævn over Lynott, der havde trådt over en del tæer i sin karriere, må stå hen i det uvisse. I 1985 begyndte det dog at lysne, for Gary Moore, som Lynott i mellemtiden havde forsonet sig med, tog ham med på sin nye plade, "Run for Cover". Ud af den kom hittet "Out in the fields" og Grand Slam-nummeret "Military Man", som Lynott var sanger på. Selvom Lynott bidrog med en genialitet, som Moore aldrig ville kunne yde selv, var det blevet klart, at rollerne mellem de to var byttet. Hvor det før var Moore, der måtte spille anden violin, var det nu ham, som var primus motor, og han kunne for alvor få gang i en succesfuld international solokarriere. Dermed var det dog endnu ikke slut for Lynott, der udgav singlen "Nineteen", mens der var snak om et samarbejde med vennen, amerikanske Huey Lewis. Ligeledes drøftede Lynott med Scott Gorham, som i mellemtiden var blevet helt clean, en gendannelse af Thin Lizzy. Chokket var derfor stort, da Lynott kolapsede foran sin mor og sine to piger juledag 1985. Han blev indlagt med lungebetændelse samt nyre- og leversvigt, og den fjerde januar 1986 gav kroppen op.

### Gendannelser 1991-
I 1991 samledes resterne af det klassiske lineup (Downey, Gorham og Robertson), indspillede Grand Slam nummeret "Dedication" og fik udgivet opsamlingspladen af samme navn. I 1996 valgte tidligere guitarist John Sykes at genforene bandet som en hyldest til Phil Lynotts liv og arbejde. Han besluttede selv at være vokalist og overtalte Scott Gorham og Brian Downey til at slutte sig til ham. Marco Mendoza kom med på bas og endelig Darren Whaton på keyboard. I 1997 blev Downey udskiftet med Tommy Aldridge; Downey mente, at gruppen var for uorganiseret. Denne line-up holdt til 2000. I 2004 blev Thin Lizzy atter gendannet. Der er ingen planer om nye albummer, men gruppen turnerer ofte.

## Diskografi

### Studiealbummer
- Thin Lizzy (1971)
- Shades of a Blue Orphanage (1972)
- Vagabonds of the Western World (1973)
- Nightlife (1974)
- Fighting (1975)
- Jailbreak (1976)
- Johnny the Fox (1976)
- Bad Reputation (1977)
- Black Rose: A Rock Legend (1979)
- Chinatown (1980)
- Renegade (1981)
- Thunder and Lighting (1983)

### Live-albummer
- Live and Dangerous (1978)
- Life/Live (1983)
- BBC Radio; One Live in concert (1994)
- The Peel Sessions (1994)
- Boys are back in town: Live in Australia (1999)
- One night only (2000)
- Uk tour 75 (2008)
- Still Dangerous (2009)

## Fodnoter
1. ↑  Anmeldelse af Viking Skulls [[Chapter Two (album)|]], Metal Hammer, januar 2008